# Oleg Serebrian
Oleg Serebrian (ur. 13 lipca 1969 we wsi Hădărăuți w rejonie Ocnița) – mołdawski polityk, politolog, pisarz i dyplomata, od 2022 wicepremier.

## Życiorys
Absolwent Universitatea Pedagogică de Stat „Ion Creangă” w Kiszyniowie i Europejskiego Instytutu Studiów Międzynarodowych w Nicei. Uzyskał następnie doktorat w zakresie nauk politycznych. Od 1992 pracował w ministerstwie spraw zagranicznych Mołdawii, m.in. był rzecznikiem tego resortu (1998–1999). W latach 1999–2003 był prorektorem Universitatea Liberă Internațională din Moldova. Jest autorem publikacji naukowych z zakresu geopolityki.
W 2001 stanął na czele Partii Socjalliberalnej. W 2005 został wybrany na posła do Parlamentu Republiki Mołdawii z ramienia Demokratycznej Mołdawii. W 2008 doprowadził do przyłączenia się socjalliberałów do Demokratycznej Partii Mołdawii, w której został pierwszym wiceprzewodniczącym. W drugich wyborach w 2009 po krótkiej przerwie powrócił do parlamentu. Złożył mandat deputowanego i zrezygnował z członkostwa w partii w 2010 związku z nominacją na ambasadora Mołdawii we Francji i przy UNESCO. Również w 2010 został przewodniczącym Unii Łacińskiej. W 2015 przeszedł na stanowisko ambasadora Mołdawii w Niemczech. Był również akredytowany w Danii. Zakończył urzędowanie w 2021, w styczniu 2022 powołany w skład rządu Natalii Gavrilițy na funkcję wicepremiera do spraw reintegracji. Pozostał na tym stanowisku w lutym 2023, gdy na czele gabinetu stanął Dorin Recean.

## Publikacje
- Geopolitica spațiului pontic, 1998
- Politosfera, 2001
- Dicționar de geopolitică, 2006
- Despre geopolitică, 2009
- Cântecul mării, powieść, 2011
- Rusia la răspântie, 2014
- Woldemar, powieść, 2018
- Pe contrasens, powieść, 2021